# Freelancer (trò chơi điện tử)
Freelancer là trò chơi video thể loại mô phỏng giao thương và chiến đấu không gian phát triển bởi Digital Anvil và phát hành bởi Microsoft Game Studios. Trò chơi ban đầu được công bố bởi Chris Roberts vào năm 1999 và sau nhiều rắc rối trong kế hoạch sản xuất Digital Anvil đã bị Microsoft mua lại. Nhưng trò chơi vẫn tiếp tục được phát triển và đã phát hành vào ngày 03 tháng 3 năm 2003.
Người chơi sẽ vào vai một phi công lái tàu không gian tên Edison Trent. Vốn là một thương nhân sau khi bị mất tất cả khi trạm không gian mà mình đang nghỉ bị người ngoài hành tinh tấn công và phá hủy anh đã chuyển sang làm nghề tự do trên con tàu mới của mình. Người chơi có thể lái tàu không gian của đi mình khám phá 48 hệ hành tinh khác nhau cũng như chiến đấu để bảo vệ hàng hóa của mình hay để cướp hàng hóa của đối phương. Người chơi có thể quyết định trở thành người săn tiền thưởng, cướp hoặc trở lại thành một thương gia.
Ban đầu Roberts đã hứa tro chơi sẽ có các tính năng như bay tự động, kinh tế năng động với giá cả dao động thường xuyên, các trận chiến với sự tham gia của hàng trăm phi thuyền với khả năng kết nối hàng ngàn người chơi một lúc. Tuy nhiên các tính năng này đã bị giảm xuống khi phát hành phiên bản chính thức. Ban đầu các bản thử nghiệm của trò chơi đã tạo ấn tượng tốt cho người thử nghiệm, nhưng sau khi Microsoft mua lại Digital Anvil và Roberts phải ra đi thì nhiều người đã đặt câu hỏi về chất lượng của trò chơi. Nhận xét cuối cùng đánh giá kỹ thuật của trò chơi tốt nhưng không như kỳ vọng ban đầu của họ.
Chris Roberts hiện đang thực hiện một trò chơi có tính kế thừa tinh thần với tên Star Citizen dưới dạng gây quỹ quần chúng từ tháng 10 năm 2012. Dù chưa rõ thời điểm phát hành nhưng đến tháng 10 năm 2014 chương trình phát triển trò chơi này đã nhận được số tiền mà Chris Roberts đã nói rằng "Guinness ghi nhận không phải là trò chơi điện tử được quần chúng hỗ trợ nhiều nhất tính đến thời điểm này, mà là thứ được quần chúng hỗ trợ nhiều nhất từ trước đến nay".

## Phát triển
Năm 1997, Chris Roberts bắt đầu làm việc với ý tưởng hình thành từ khi ông thực hiện Wing Commander. Ông muốn thực hiện một thiên hà với các hệ thống hành tinh nơi mà mọi việc diễn ra một cách tự nhiên bất kể có sự có mặt của người chơi hay không, các thành phố sẽ nhộn nhịp với các con đường di chuyển và thời tiết của mỗi thế giới thay đổi ứng với thời gian riêng của mình. Giá cả hàng hóa trong mỗi hệ thống hành tinh sẽ biến động theo các hoạt động thương mại do máy tính điều khiển với việc xuất nhập khẩu hàng hoá. Roberts hình dung ra hàng ngàn người chơi tương tác đồng thời cũng như ảnh hưởng đến thế giới thông qua giao diện người dùng duy nhất và trực quan không bao giờ thấy trong các trò chơi khác. Mỗi người chơi có thể theo đuổi một nhiệm vụ thiết lập cho nhân vật của họ và tham gia cùng những người chơi khác để cố gắng hoàn thành những nhiệm vụ khác nhau mà không cần phải thoát khỏi trò chơi hay bắt đầu chơi lại từ đầu. Trí thông minh nhân tạo sẽ lái tàu không gian của người chơi cho phép họ tập trung vào các trận chiến đấu hay các nhiệm vụ khác. Roberts dự định sẽ làm các đoạn phim cắt cảnh và hình ảnh trò chơi có chất lượng tương đương, do đó người chơi sẽ không thể phân biệt giữa hai phần này.
Hai năm sau, dự án đã được chính thức công bố với tên Freelancer tại GameStock, một cuộc trưng bày hàng năm cho các các trò chơi của Microsoft để giới thiệu ra công chúng. Các phương tiện truyền thông đưa tin về sự kiện cũng như tập trung vào các tính năng hứa hẹn cho trò chơi này. Cũng có những nghi ngờ về mảng đồ họa và không chắc chắn về hứa hẹn về một nền kinh tế năng động, trang GameSpot đã đưa cho Roberts và công ty của ông là Digital Anvil những lý do về sự nghi ngờ này. Ban đầu Roberts đã thông báo trò chơi sẽ có sẵn trên thị trường vào mùa thu năm 2000. Tuy nhiên, dự án đã bị chậm trễ và tại hội chợ triển lãm Giải trí điện tử (E3) năm 2000, Roberts cho biết việc phát trò chơi hành sớm nhất là vào cuối năm 2001.
Trong tháng 6 năm 2000, Microsoft bắt đầu đàm phán để mua lại Digital Anvil, Roberts thừa nhận rằng nhóm của ông cần một số tiền mà chỉ là một công ty lớn có thể cung cấp để tiếp tục phát triển dự án cực kỳ tham vọng Freelancer với tiến độ không thể đoán trước, tốc độ dự án đã được đẩy lên cao với kế hoạch là cần ba năm kéo xuống còn 18 tháng. Roberts tin tưởng rằng Microsoft không sử dụng ý tưởng của ông vào Freelancer và đã bị gã khổng lồ phần mềm thuyết phục là không nên tiếp tục tiếp quản nếu không tin Freelancer có thể bán được ít nhất 500.000 bản khi phát hành. Roberts rời công ty khi hoàn tất thỏa thuận, nhưng trên danh nghĩa vẫn giữ vai trò tư vấn sáng tạo cho Freelancer đến khi phát hành. Microsoft đã đề nghị Digital Anvil giảm tham vọng quy mô của trò chơi xuống để tập trung vào hoàn thành trò chơi dựa trên những gì mà nhóm phát triển có thể làm được. Các tính năng như kiểm soát bay và chiến đấu tự động, các cuộc hội thoại có lựa chọn phản ứng khác nhau và các nhiệm vụ phụ đã bị loại bỏ. Mặc dù bị giảm nhưng một số nhận xét tin rằng kết quả sản phẩm vẫn đúng một phần với ý tưởng của Robert.
Nhóm phát triển Freelancer tiếp tục công việc trong suốt năm 2001, sau đó tung ra bản thử nghiệm trong Hội chợ Trò chơi Quốc tế năm 2002 đã thu hút rất đông người xem. Microsoft tuyên bố dự án vẫn đúng tiến độ và Digital Anvil đã tập trung kế hoạch vào việc thực trò chơi vào tháng 10 năm 2002. Bản thử nghiệm beta đã được đưa cho 500 người chơi thử, chỉ còn vài yêu cầu là tinh chỉnh tính năng và vài lỗi trong bản thử nghiệm. Trò chơi được đưa đến các nhà bán lẻ vào ngày 04 tháng 3 năm 2003 và sau đó có phân phối trực tuyến thông qua chức năng Game on Demand của Yahoo. Công việc của Digital Anvil chấm dứt vào ngày 06 tháng 6 năm 2003 khi họ tung ra bản vá để giải quyết các vấn đề trên máy chủ và gian lận, sau đó các nhân viên này được tái triển khai cho các bộ khác trong Microsoft. Với chính sách hỗ trợ 5 năm cho phần mềm, Microsoft đã ngừng hỗ trợ trò chơi vào ngày 08 tháng 4 năm 2008 và tắt kết nối máy chủ của họ trên toàn cầu đều này có nghĩa là người chơi sẽ không thể kết nối với số lượng lớn được nữa.
Sumthing Else Music Works đã phát hành album nhạc nền của Freelancer vào ngày 18 tháng 11 năm 2003. Âm nhạc được soạn bởi nhà soạn nhạc James Hannigan người từng đoạt danh hiệu, nhóm nhạc Visual Music Incorporated và nhà soạn nhạc của Digital Anvil là Andrew Sega. Album này đi kèm với một DVD chứa các bộ phim giới thiệu khác của trò chơi, khái niệm nghệ thuật, kịch bản, và các nội dung đã bị bỏ.

## Đón nhận
Chris Roberts được đánh giá cao trong lĩnh vực mô phỏng chiến đấu không gian sau thành công của Wing Commander. Khi ngành công nghiệp trò chơi điện tử biết ông đang thực hiện trò chơi chiến đấu không gian mới họ đã chú ý rất kỹ. Trong buổi giới thiệu lần đầu tiên tại E3, Freelancer đã giành được bốn danh hiệu trong đó có Trò chơi hay nhất của cuộc triển lãm. Một trong những nhà báo của cuộc triển lãm đã xếp hàng chờ đến 90 phút để được thử qua trò chơi. Computer Gaming World tin vào ý tưởng của Roberts và nói Freelancer sẽ là cuộc cách mạng trong ngành công nghiệp trò chơi điện tử. Ngay sau khi trò chơi được phát hành, IGN đã gọi nó là Trò chơi của tháng. Khi trò chơi đang trong giai đoạn phát triển ban đầu, thì những người trong ngành công nghiệp trò chơi điện tử đã trở nên nhiệt tình với triển vọng về một thế giới thay đổi mà không có sự tương tác của người chơi(thế giới năng động). Mặc dù cũng có các nghi ngờ khả năng thực hiện vì công nghệ lúc đó. Tuy nhiên do sự chậm trễ trong tiến độ và việc Microsoft mua lại Digital Anvil đã làm nảy sinh suy đoán rằng tính năng hứa hẹn nhất của Freelancer là thế giới sẽ năng động sẽ bị cắt bỏ.
Các suy đoán đã được chứng minh và các tính năng khác dù không bị bỏ thì cũng bị rút lại khiến cho thế giới trong Freelancer không còn như trông đợi của ngành công nghiệp trò chơi điện tử nữa. Nó chỉ còn là một thiên hà tĩnh nơi mà lãnh thổ của các nhóm khác nhau không bao giờ thay đổi mặc dù các cuộc tấn công xảy ra thường xuyên giữa các nhóm và giá cả trên các hệ hành tinh là cố định. Tuy nhiên, nhận xét từ các trang web chuyên về trò chơi điện tử như Eurogamer và GameSpy thì chấp nhận những hạn chế để tập trung vào các lĩnh vực khác của trò chơi. Họ thấy rằng việc thiếu đầu tư vào các lĩnh vực quan trọng sẽ ảnh hưởng đến trò chơi nhiều hơn là việc thiếu một thế giới động. Ngoại trừ chiến dịch chơi đơn, người chơi không bao giờ gặp bất kỳ NPC nào đáng nhớ. Theo Game Nation TV thì sau khi chơi trò chơi được một thời gian thì sẽ nhận ra các nhân vật rất giống nhau khiến cho trò chơi như "Một vườn thú sinh sản vô tính trong Star Trek". Hơn nữa các nhiệm vụ phụ thường lặp đi lặp lại với việc đi đến một điểm và tiêu diệt mọi kẻ thù ở đó và không có gì khác.
Đồ họa của Freelancer  sử dụng công nghệ cũ nhưng nó không ngăn FiringSquad khen ngợi về chất lượng nghệ thuật của trò chơi. Vẻ đạp và sự trung thực của hình ảnh vũ trụ đã gây ấn tượng cho những nhà đánh giá khác GameCritics và Stratos Group. IGN mô tả đồ họa của trò chơi là "Chỉ đơn giản là tuyệt đẹp" với các vụ nổ lớn và hình ảnh các con tàu. Việc kết hợp chuột và bàn phím cho việc điều khiển và chiến đấu được ngành công nghiệp đánh giá cao. Một số nhận xét nói cách điều khiển trực quan giúp dễ dàng để bắn hạ tàu đối phương. Nhưng những người khác nói ra rằng cách điều khiển này quá đơn giản các động tác khó như lướt gió hay bay xoay vòng không có khiến cho trò chơi trở nên nhạt nhẽo so với các trò chơi mô phỏng chiến đấu vũ trụ khác.
Về phần cốt truyện thì các diễn viên lồng tiếng thì nhiều đánh giá đồng ý là diễn viên lồng tiếng đã làm công việc tốt trong việc truyền sự sống cho các nhân vật. Tuy nhiên với việc chỉ có một diễn viên lồng tiếng cho hầu hết tất cả các nhân vật nam khiến cho nó trở nên đơn điệu khi mọi người đều có giọng nói giống nhau. Các đoạn phim cắt cảnh không thể lược bỏ khiến nhiều người cảm thấy khó chịu. Nhận xét khác lại bày tỏ nỗi thất vọng của mình với cốt truyện như việc buộc phải đi đến một hệ hành tinh mà mình không mong muốn hoặc không còn mục đích thú vị gì để chơi tiếp sau khi kết thúc phần cốt truyện chính.
FiringSquad nói về phần chơi nối mạng của Freelancer là "tuyệt hảo và tệ hại nằm trong cùng một vỏ" với lý do là người chơi có thể đi đến bất cứ đâu, lập nhóm để thực hiện nhiệm vụ, trao đổi hàng hóa, vũ khí và các loại tàu, ngoài ra họ có rất ít việc khác để làm trong vũ trụ tĩnh đó. Mặc dù có những hạn chế nhưng Stratos Group nói rằng việc chơi với những người khác rất vui, các tàu do NPC điều khiển rất ngớ ngẩn so với các tàu do con người điều khiển. Tuy nhiên các nhiệm vụ thì vẫn như nhau nên IGN và GameCritics đã đặc câu hỏi về khả năng chơi lại nhiều lần với bạn bè. Hơn nữa, IGN nghĩ rằng thật vô nghĩa để tích lũy tài sản và thiết bị cao cấp khi họ không thể mang chúng sang các máy chủ khác. Việc bị thiếu nội dung và sự lặp đi lặp lại đã khiến nhiều người tự hỏi Freelancer có thể giữ được vị trí trò chơi nối mạng thương mại trong bao lâu. Khi mà các trò chơi điện tử trực tuyến nhiều người khác như Eve Online có cùng chủ đề không gian có thể chơi hàng ngàn người cùng lúc với một vũ trụ rộng lớn hơn nhiều so với Freelancer vốn chỉ có thể nối mạng 128 người một lúc.
Nhìn chung, các nhận xét thừa nhận Freelancer đã cắt giảm giảm những lời hứa ban đầu được đưa ra bởi Roberts, nhưng trò chơi đã chứng minh là nó có chất lượng cao trong các tính năng mà trò chơi sử dụng. Các quan niệm khác nhau đã được xếp chung với nhau để tạo thành một sản phẩm có tính giải trí. Trò chơi không phải là một bước đột phá hay thụt lùi trong thể loại mà nó dựa vào, nhưng trò chơi vẫn có doanh thu tốt. Tuy nhiên trò chơi cũng bị một số người tẩy chay do không thực hiện các hứa hẹn ban đầu.